# 田辺繁子
田辺 繁子（たなべ しげこ、1903年6月30日 - 1986年6月8日）は、日本の法学者、専修大学名誉教授。
京都府出身。1925年、同志社女学校専門学部英文科卒業、1928年、同志社大学法学部法律学科卒業。旧姓・星野。田辺平学の妻。穂積重遠に師事して家族法を研究、専修大学助教授、1956年教授。74年定年退任。古代インドのマヌ法典を翻訳、ハンムラビ法典における女性の地位を研究、家族制度の復活に反対した。

## 著書
- 女性と法律 愛育社、1948. 愛育社文化叢書
- 女性のための新民法 京北書房、1948.
- 女性の地位 印刷局、1949. 女性新書
- 新しい愛の生活 日本女性の地位について 印刷庁、1951. 女性新書
- 娘・妻・母・未亡人 その新しい生き方 1956. 河出新書
- 女性教室 民法ばなし 地球出版、1958. 地球全書
- 婦人法律講座 その1 民主教育協会、1960. IDE教育選書
- マヌ法典の家族法 日本評論新社、1960. 法学叢書
- マヌの婦人相談 展望社、1965.
- 家庭と法律 協同組合経営研究所、1968. 学習シリーズ『生活と協同』
- 妻の財産 国鉄厚生事業協会、1978.9. 弥生叢書

## 共著
- 婦人法律講座 その2 (離婚と貸借とについての知識) 渡辺道子共著 民主教育協会, 1961. LDE教育選書
- 家族関係と人間形成 田辺幸子共著. 教育図書、1964.

## 翻訳
- マヌの法典 1953. 岩波文庫（英訳からの重訳）

## 参考
- 田辺繁子先生略歴・業績「専修法学論集」1974-01
- 日本人名大事典: